# Närpes teater
Närpes teater är en friluftsteater i Närpes som räknas till Finlands främsta amatörteatrar.
Närpes teater grundades 1963 och spelade några år inomhus på Bengtsgården. Teatern erhöll 1966 en friluftsscen med vridläktare för drygt 400 personer i Öjskogsparken. Premiärpjäsen var Väinö Linnas Högt bland Saarijärvis moar, som gavs 1966–1967, regisserad av Ralf Långbacka, som kompletterade Linnatrilogin med Upp trälar 1968–1969 och med Söner av ett folk 1977–1978. Långbacka regisserade också Bertolt Brechts Herr Puntila och hans dräng Matti (1972, med Georg Backlund som Puntila). Åren 1992–1993 visades Resan till Raivola, som handlade om Edith Södergran, till Lars Huldéns text och 1998–1999 Don Quijote, mannen från La Mancha. Då Närpes teater 2004 firade 40-årsjubileum satsade man stort på Linnas torpartrilogi, men nu komprimerad till en enda pjäs, Under Polstjärnan, i Peter Snickars regi. Stycket gavs även sommaren 2005. 